# 内代町
内代町（うちんだいちょう）は、大阪府大阪市都島区にある町名。現行行政地名は内代町一丁目から内代町四丁目。

## 地理
大阪市都島区の東部に位置する。西は御幸町・都島北通、北は旭区高殿、南は都島本通・城東区野江、東は同区成育にそれぞれ接する。

## 歴史

### 地名の由来
1643年（寛永20年）から徳川氏代官の支配地になったことによると考えられる。

## 世帯数と人口
2019年（平成31年）3月31日現在の世帯数と人口は以下の通りである。
| 丁目         | 世帯数    | 人口    |
| ------------ | --------- | ------- |
| 内代町一丁目 | 1,370世帯 | 2,188人 |
| 内代町二丁目 | 1,219世帯 | 2,174人 |
| 内代町三丁目 | 637世帯   | 898人   |
| 内代町四丁目 | 399世帯   | 781人   |
| 計           | 3,625世帯 | 6,041人 |

### 人口の変遷
国勢調査による人口の推移。
| 1995年（平成7年）  | 6,406人 | [ 6 ]  |  |
| 2000年（平成12年） | 6,593人 | [ 7 ]  |  |
| 2005年（平成17年） | 6,330人 | [ 8 ]  |  |
| 2010年（平成22年） | 5,918人 | [ 9 ]  |  |
| 2015年（平成27年） | 5,929人 | [ 10 ] |  |

### 世帯数の変遷
国勢調査による世帯数の推移。
| 1995年（平成7年）  | 2,926世帯 | [ 6 ]  |  |
| 2000年（平成12年） | 3,117世帯 | [ 7 ]  |  |
| 2005年（平成17年） | 3,227世帯 | [ 8 ]  |  |
| 2010年（平成22年） | 3,232世帯 | [ 9 ]  |  |
| 2015年（平成27年） | 3,275世帯 | [ 10 ] |  |

## 学区
市立小・中学校に通う場合、学区は以下の通りとなる。なお、小学校・中学校入学時に学校選択制度を導入しており、通学区域以外に都島区の小学校・中学校から選択することも可能。
| 丁目         | 番                         | 小学校               | 中学校             |
| ------------ | -------------------------- | -------------------- | ------------------ |
| 内代町一丁目 | 1番1～9号・23～32号 4番1号 | 大阪市立東都島小学校 | 大阪市立桜宮中学校 |
| 内代町一丁目 | その他                     | 大阪市立内代小学校   | 大阪市立高倉中学校 |
| 内代町二丁目 | 全域                       | 大阪市立内代小学校   | 大阪市立高倉中学校 |
| 内代町三丁目 | 全域                       | 大阪市立内代小学校   | 大阪市立高倉中学校 |
| 内代町四丁目 | 全域                       | 大阪市立内代小学校   | 大阪市立高倉中学校 |

## 事業所
2016年（平成28年）現在の経済センサス調査による事業所数と従業員数は以下の通りである。
| 丁目         | 事業所数  | 従業員数 |
| ------------ | --------- | -------- |
| 内代町一丁目 | 96事業所  | 526人    |
| 内代町二丁目 | 91事業所  | 599人    |
| 内代町三丁目 | 36事業所  | 259人    |
| 内代町四丁目 | 33事業所  | 139人    |
| 計           | 256事業所 | 1,523人  |

## 施設

### 教育機関
- 大阪市立内代小学校

### 公園
- 内代公園
- 内代児小童遊園

### 社寺・史跡
- 雲観寺
- 光源寺

### 企業
- シード
- 富屋製菓

### 商業
- 関西スーパー 内代店
- コーナン 都島店

## 交通

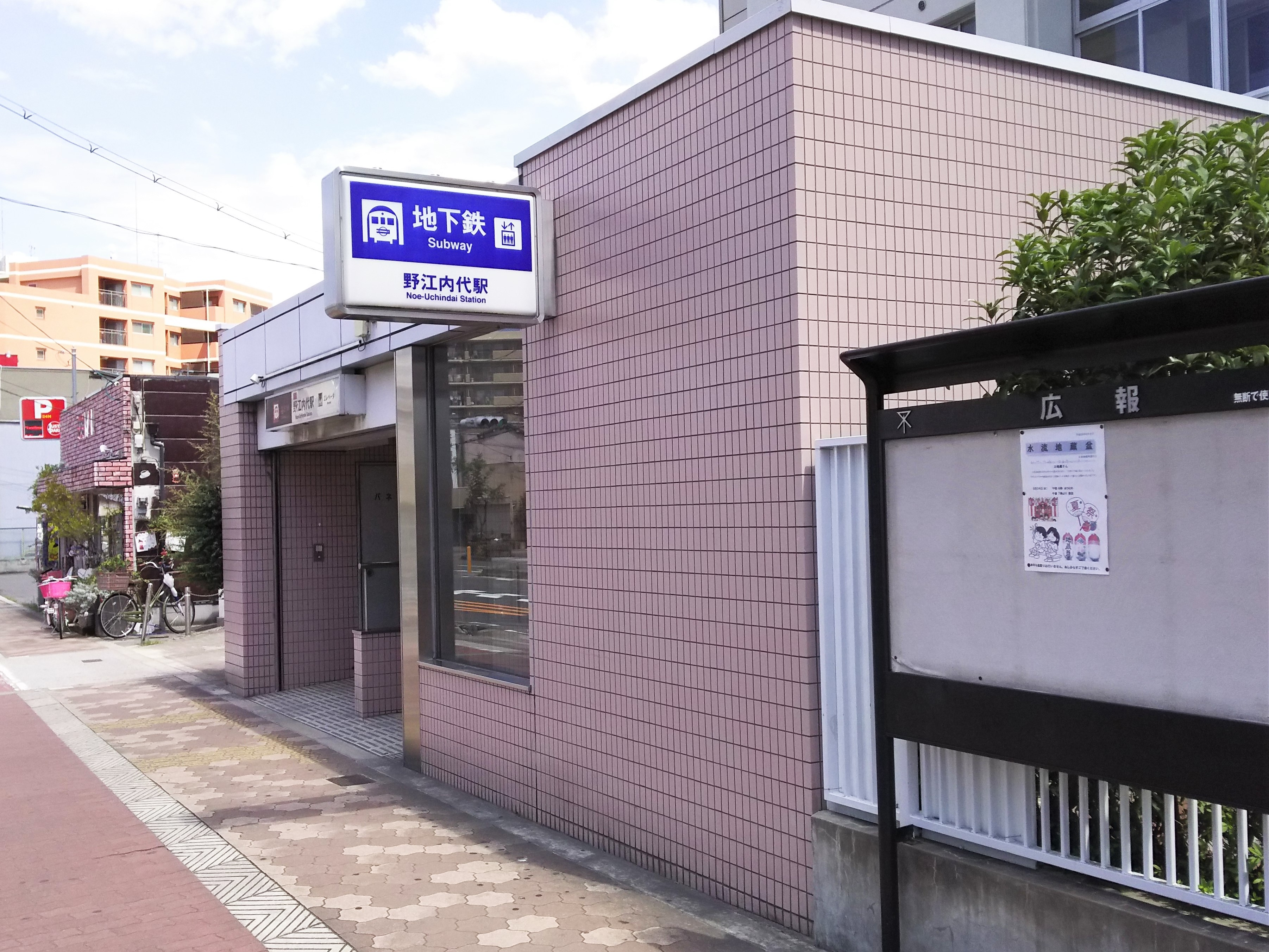
野江内代駅

### 鉄道
- Osaka Metro谷町線 野江内代駅

### 道路
- 大阪市道大阪環状線（都島通）
- 大阪市道上新庄生野線（城北筋）

## その他

### 日本郵便
- 〒534-0013[3]（集配局：都島郵便局[14]）